# COROT-16b
CoRoT-16b es el primer planeta descubierto por la misión CoRoT que pertenece al sistema de la estrella CoRoT-16.